# Campeonato Goiano Terceira Divisão
Het Campeonato Goiano Terceira Divisão is het derde niveau van het staatskampioenschap voetbal van de Braziliaanse staat Goiás. De competitie werd voor het eerst gespeeld in 2002. De kampioen promoveert naar de Segunda Divisão. Het format wijzigt jaarlijks omdat het aantal clubs bijna nooit hetzelfde is. Sommige clubs krijgen het financieel niet rond om elk jaar deel te nemen en spelen dan soms enkele jaren als amateurclub.

## Kampioenen
| Editie | Jaar          | Kampioen             | Vicekampioen         | Derde plaats | Vierde plaats |
| ------ | ------------- | -------------------- | -------------------- | ------------ | ------------- |
| 1ª     | 2002 Details  | Aparecidense         | Formosa              | Uruaçu       | Aparecida     |
| 2ª     | 2003 Details  | Mineiros             | Atlético Rioverdense | Rio Quente   | Rio Quente    |
| 3ª     | 2004 Details  | Rio Quente           | Iporá                | Monte Cristo | Monte Cristo  |
| 4ª     | 2005 Details  | Trindade             | Canedense            | Alexaniense  | Monte Cristo  |
| 5ª     | 2006 Details  | Itauçuense           | Tupy                 | Alexaniense  | Inhumas       |
| 6ª     | 2007 Details  | Santa Helena         | Morrinhos            | Pires do Rio | Aparecida     |
| 7ª     | 2008 Details  | União Inhumas        | Inhumas              | Aparecida    | Monte Cristo  |
| 8ª     | 2009 Details  | Atlético Rioverdense | Cristalina           | Rio Verde    | Aparecida     |
| 9ª     | 2010 Details  | AA Goiatuba          | Rio Verde            | Goiatuba     | Aparecida     |
| 10ª    | 2011 Details  | Grêmio Anápolis      | Aparecida            | Quirinópolis | ASEEV         |
| 11ª    | 2012 Detalhes | Caldas Novas         | Umuarama             | Quirinópolis | América       |
| 12ª    | 2013 Details  | Novo Horizonte       | América              | Rioverdense  | Inhumas       |
| 13ª    | 2014 Details  | Itaberaí             | Quirinópolis         | Inhumas      | Umuarama      |
| 14ª    | 2015 Details  | ASEEV                | Caldas               | Bom Jesus    | Inhumas       |
| 15ª    | 2016 Details  | Aparecida            | Monte Cristo         | Itaberaí     | Raça          |
| 16ª    | 2017 Details  | Jaraguá              | ABECAT               | Jataiense    | Bom Jesus     |
| 17ª    | 2018 Details  | Morrinhos            | Aparecida            | Inhumas      | Rioverdense   |
| 18ª    | 2019 Details  | Goiatuba             | Inhumas              | Mineiros     | Tupy          |
| 19ª    | 2021 Details  | Cerrado              | ASEEV                | ABD          | Bela Vista    |
| 20ª    | 2022 Details  | Santa Helena         | Centro Oeste         | Uruaçu       | Trindade      |
| 21ª    | 2023 Details  | ABECAT               | Trindade             | Itaberaí     | Uruaçu        |

## Eeuwige ranglijst
Vetgedrukt de clubs die in 2024 in de derde klasse spelen.
| Club                      | Stad                   | /22 | Periode (2012-2019, 2021-2024)        |
| ------------------------- | ---------------------- | --- | ------------------------------------- |
| Monte Cristo              | Goiânia                | 15  | 2004-2006, 2008-2016, 2018-2019, 2021 |
| Aparecida                 | Aparecida de Goiânia   | 9   | 2006-2011, 2015-2016, 2018            |
| Rioverdense               | Rio Verde              | 8   | 2013-2014, 2018-2019, 2021-           |
| Mineiros                  | Mineiros               | 8   | 2003, 2017-2019, 2021-                |
| Inhumas                   | Inhumas                | 8   | 2006-2008, 2013-2015, 2018-2019       |
| Umuarama                  | Iporá                  | 7   | 2010-2012, 2014-2016, 2019            |
| ASEEV                     | Paraúna                | 7   | 2011-2015, 2019, 2021                 |
| União Inhumas             | Inhumas                | 6   | 2007-2008, 2017, 2019, 2021-2022      |
| Itaberaí                  | Itaberaí               | 6   | 2009, 2014, 2016-2017, 2023-          |
| Pires do Rio              | Pires do Rio           | 6   | 2007, 2017-2019, 2023-                |
| América                   | Morrinhos              | 5   | 2012-2013, 2021-2022, 2024-           |
| Uruaçu                    | Uruaçu                 | 4   | 2002, 2022-                           |
| Tupy                      | Jussara                | 4   | 2006, 2019, 2023-                     |
| Guanabara City            | Goiânia                | 4   | 2021-                                 |
| Quirinópolis              | Quirinópolis           | 4   | 2011-2014                             |
| Raça                      | Goiânia                | 4   | 2016-2019                             |
| Santa Helena              | Santa Helena de Goiás  | 4   | 2007, 2019, 2021-2022                 |
| Bela Vista                | Bela Vista de Goiás    | 3   | 2021-2022, 2024-                      |
| Rio Verde                 | Rio Verde              | 3   | 2009-2010, 2024-                      |
| Cerrado                   | Aparecida de Goiânia   | 3   | 2021, 2023-                           |
| Canedense                 | Senador Canedo         | 3   | 2005, 2012-2013                       |
| Caldas                    | Caldas Novas           | 3   | 2012, 2015, 2017                      |
| Morrinhos                 | Morrinhos              | 3   | 2007, 2015, 2018                      |
| Atlético Rioverdense      | Rio Verde              | 3   | 2003, 2009, 2019                      |
| Trindade                  | Trindade               | 3   | 2005, 2022-2023                       |
| Aparecida FC              | Aparecida de Goiânia   | 2   | 2002, 2024-                           |
| Itumbiara                 | Itumbiara              | 2   | 2023-                                 |
| ABD                       | Santo Antônio de Goiás | 2   | 2021-2022                             |
| Independente de Rio Verde | Rio Verde              | 2   | 2021-2022                             |
| Alexaniense               | Alexânia               | 2   | 2005-2006                             |
| Bom Jesus                 | Bom Jesus de Goiás     | 2   | 2015, 2017                            |
| Caldas Novas              | Caldas Novas           | 2   | 2007, 2012                            |
| Ceres                     | Ceres                  | 2   | 2015, 2017                            |
| Jaraguá                   | Jaraguá                | 2   | 2007, 2017                            |
| Rio Quente                | Rio Quente             | 2   | 2003-2004                             |
| Goiatuba                  | Goiatuba               | 2   | 2010, 2019                            |
| ABECAT                    | Ouvidor                | 2   | 2017, 2023                            |
| Aparecidense              | Aparecida de Goiânia   | 1   | 2002                                  |
| AA Goiatuba               | Goiatuba               | 1   | 2010                                  |
| Jataiense                 | Jataí                  | 1   | 2017                                  |
| Cristalina                | Cristalina             | 1   | 2009                                  |
| Formosa                   | Formosa                | 1   | 2002                                  |
| Grêmio Anápolis           | Anápolis               | 1   | 2011                                  |
| Iporá                     | Iporá                  | 1   | 2004                                  |
| Itauçu                    | Itauçu                 | 1   | 2006, 2014                            |
| Mutunópolis               | Mutunópolis            | 1   | 2009                                  |
| Novo Horizonte            | Ipameri                | 1   | 2013                                  |
| Royal                     | Luziânia               | 1   | 2022                                  |
| Centro Oeste              | Senador Canedo         | 1   | 2022                                  |

1. ↑  Itauçu EC speelde voor 2007 als AE Itauçuense

Bahia · Brasília · Ceará · Goiás · Minas Gerais · Pará · Paraíba · Paraná · Pernambuco · Rio de Janeiro · Rio Grande do Sul · Santa Catarina · São Paulo